# Indústria fustera

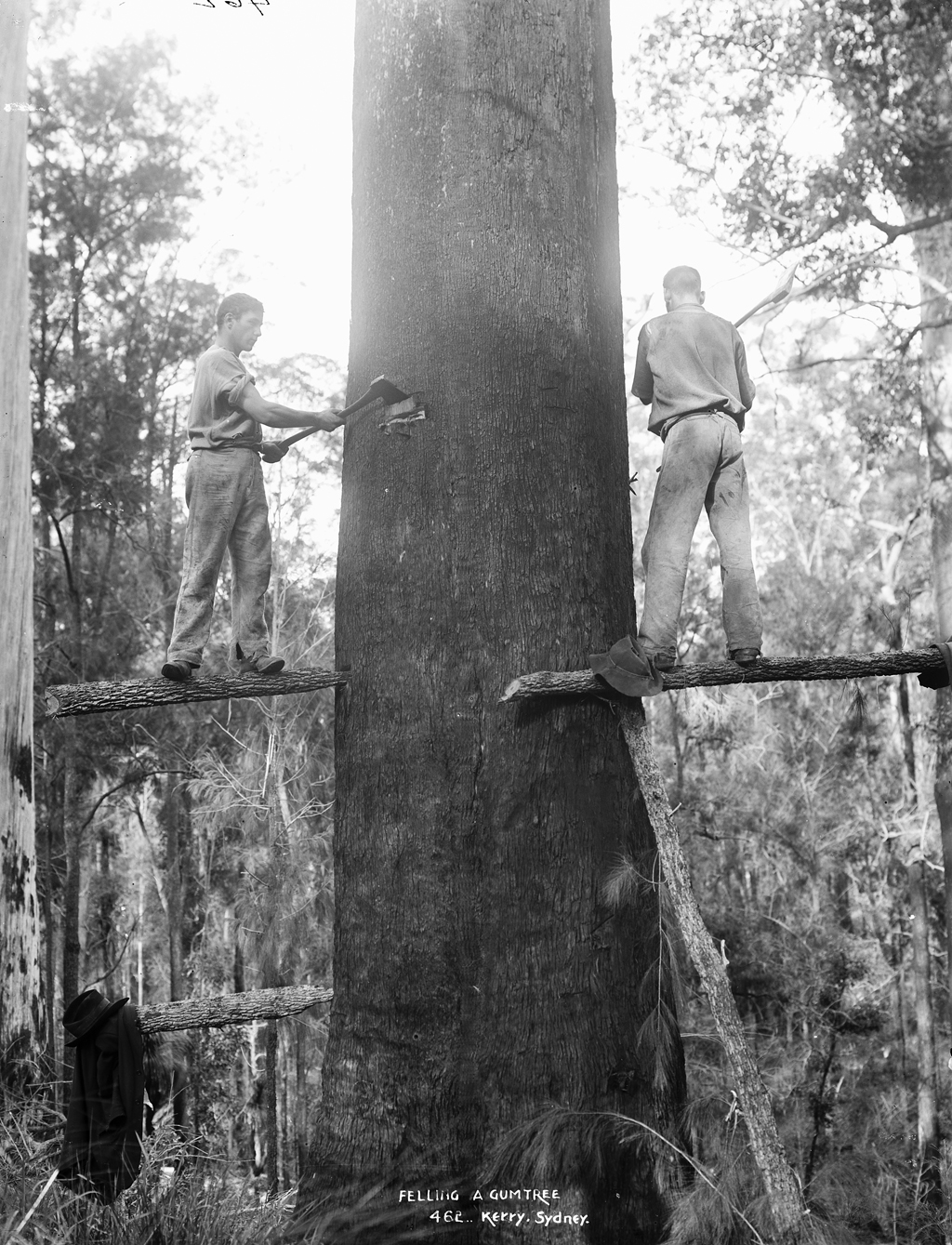
Tala d'un eucaliptus a Austràlia, ca. 1884-1917

La indústria fustera és el sector de l'activitat industrial que s'ocupa del processament de la fusta, des de la seva plantació fins a la seva transformació en objectes d'ús pràctic, passant per l'extracció, el tall, l'emmagatzematge, el tractament bioquímic i el modelatge. El producte final d'aquesta activitat pot ser la fabricació de mobiliari i materials de construcció o l'obtenció de cel·lulosa per a la fabricació de paper, entre altres derivats de la fusta.
La indústria fustera és la mercaderia és un sector molt important per a països com el Brasil, Malàisia i Indonèsia, així com diversos països d'Europa de l'Est. Aquesta indústria és diferent de la fusteria i el treball en fusta, tant per la seva escala industrial (aquestes últimes es realitzen en un model artesà de producció) com per incloure no només el tall, el modelatge i la finalització, sinó també tot el procés anterior, que inclou la tala d'arbres o la replantació d'àrees talades (reforestació).
La indústria fustera concerneix, doncs, la logística necessària per al trasllat de la fusta des del bosc en què ha sigut talada fins a una serradora. El terme també s'utilitza per a indicar un ampli ventall d'activitats forestals o de silvicultura.
La sobreexplotació dels recursos forestals pot tenir efectes greus sobre una regió. Per exemple, la desforestació pot deixar una zona sense defenses davant dels esllavissaments de terres o les riuades.